# Шакара да Флореста (стадион)
Ша́кара да Флореста (порт.-браз. Chácara da Floresta) — футбольный стадион в Бразилии, располагавшийся в городе Сан-Паулу.

## История
Стадион Шакара да Флореста стал одним из первых футбольных стадионов в Бразилии. Он был построен 27 января 1904 года на территории фермы, неподалеку от моста Понти-ди-Бандейрас. При этом рядом со стадионом находился парк с фиговыми деревьями. Шакара да Флореста стала домашней «ареной» «Клуба де Регатас Сан-Паулу». Позже он был приобретён клубом «АА дас Палмейрас». В 1916 году была произведена реконструкция стадиона: были построены новые трибуны, демонтированные с местной велотрековой арены . В 1930 году «АА дас Палмейрас» объединился с клубом «Паулистано», и была создана новая команда — «Сан-Паулу да Флореста». Клуб 9 марта принял решение использовать стадион Шакара да Флореста, а 28 марта на стадионе было установлено искусственное освещение. Он использовался до 14 мая 1935 года, когда началась очередная реконструкция стадиона. 16 декабря 1935 года стадион был открыт заново после реконструкции. Однако «Сан-Паулу» предпочёл ему другой стадион — Руа да Моока. Арена стала использоваться спортивным клубом «Клуб де Регадас Тиете». Позже трибуны были снесены, и от Шакара да Флоресты осталось только поле.